# Tierney Hill
Der Tierney Hill ist ein 91 m hoher Hügel an der Ingrid-Christensen-Küste des ostantarktischen Prinzessin-Elisabeth-Land. Er ragt umgeben von 40 bis 60 m hohen Hügeln in den Vestfoldbergen auf.
Das Antarctic Names Committee of Australia benannte ihn nach dem Mediziner Trevor Tierney von der Australian Antarctic Division.